# 中国人民解放军陆军炮兵第八十五旅
炮兵第八十五旅（英語：85th Artillery Brigade），绰号“雪域战神”，是中国人民解放军西藏军区下属的炮兵旅，驻地西藏自治区拉萨市。

## 历史概述
该旅最早编制为步兵第一五六团，1949年2月组建后编入第52师，参与了第二次国共内战。随后跟随十八军一同进入西藏，参与昌都战役。此后一直留驻西藏至今。
1952年5月，步兵第156团划归53师领导。1955年1月团部及1个营和53师炮兵教导营合并组成步兵第五十三师炮兵团，装备当时解放军最为先进的54式122毫米榴弹炮，是首批换装该炮的部队之一。
1957年5月，步兵第53师被裁撤，炮兵团划入西藏军区直接管辖，更改番号为炮兵第三〇八团。
1959年藏区骚乱中，炮兵第308团三炮就把叛军位于拉萨药王山的指挥部炸飞，炮击一个小时后，步兵（159团）基本上未遇抵抗一个冲锋就占领了这个俯瞰全城的制高点。在之后攻打布达拉宫的战斗中，为了不破坏建筑本身，炮兵第308团集中了本部和城内步兵团的所有57毫米无后坐力炮，对布达拉宫的所有窗口（主攻面）实施精准打击，彻底封锁叛军的观测和火力输出能力。308团的指战员凭借高超的炮术，近乎“百发百中”的炮弹“进窗”，直接粉碎了叛军的防守意志，迫使其不到一日即投降。
1962年，炮兵第308团奉命参加中印边境战争，但由于地形崎岖，卡车难以通行，308团只得舍弃了当时火力强大的54式122毫米榴弹炮，转而携带55式120毫米迫击炮，在克节朗战役和西山口之战中配合藏字419部队取得了两场关键的胜利，其最主要的战绩包括击毁了一架位于章多直升机停机坪的印军米-4直升机。
2017年，炮兵第308团升格为旅，为炮兵第八十五旅。

## 沿革
| 部隊番號             | 使用時期              |
| -------------------- | --------------------- |
| 步兵第一五六团       | 1949年2月 - 1952年5月 |
| 步兵第五十三师炮兵团 | 1952年5月 - 1957年5月 |
| 炮兵第三〇八团       | 1957年5月 - 2017年2月 |
| 炮兵第八十五旅       | 2017年2月 - 至今      |